# Surf City (Carolina del Nord)
Surf City è un comune degli Stati Uniti d'America, situato in Carolina del Nord, diviso tra la contea di Pender e la contea di Onslow.